# Amyrea gracillima
Amyrea gracillima är en törelväxtart som beskrevs av Alan Radcliffe-Smith. Amyrea gracillima ingår i släktet Amyrea och familjen törelväxter.
Artens utbredningsområde är Madagaskar. Inga underarter finns listade i Catalogue of Life.